# Failure In Time
Die englisch Failure in Time (Abk.: FIT / deutsch Ausfälle pro Zeit) ist eine Ausfallrate, bezogen auf das Zeitintervall „eine Milliarde Stunden“ (also Ausfälle je 109 h). Neben der FIT kann beispielsweise auch auf das Zeitintervall „eine Million Stunden“ (je 106 h) Bezug genommen werden. Um Missverständnissen hinsichtlich des Bezugsintervalls vorzubeugen, wird häufig die Definition mit angegeben.

## Anwendung
Der Zahlenwert von FIT stellt die gemittelte Anzahl von Bauteilen dar, die innerhalb einer Milliarde Stunden ausfallen. Er gilt für die jeweilige Referenzbedingung und kann unter Beaufschlagung von entsprechenden Faktoren auf die spezifischen Betriebsbedingungen umgerechnet werden. Je nach Datenerhebungsverfahren unterscheiden sich die Angaben verschiedener Bauteilbibliotheken für gleiche Bauelemente. Eine Vermischung ist bedingt möglich.
Beispiele für entsprechende FIT-Angaben gemäß dem Standard SN 29500 sind:
| Bauelement                       | FIT | Quelle     |
| -------------------------------- | --- | ---------- |
| Metallschichtwiderstand          | 0,2 | SN 29500-4 |
| Kohleschichtwiderstand ≤ 100kOhm | 0,3 | SN 29500-4 |
| Kohleschichtwiderstand > 100kOhm | 1   | SN 29500-4 |
| Universal-Diode                  | 1   | SN 29500-3 |
| Keramikkondensator (X7R)         | 2   | SN 29500-4 |
| Bipolartransistor                | 3   | SN 29500-2 |
| Quarz-Oszillatoren (XO)          | 30  | SN 29500-4 |

## Normen
In nachfolgenden Standards und Normen ist die Einheit FIT explizit erwähnt:
| Quelle       | Beschreibung |
| ------------ | --- |
| JEDEC JESD85 | Beschreibt Methoden zur Erhebung von FIT-Werten. |
| SN 29500-1   | Definiert Einheit FIT "als Ausfallzahl in 109 Bauelementstunden" und nennt in seinen folgenden Teilen Werte für diverse Bauelemente. Der Standard informiert über Berechnungsmodelle für Abweichungen von den Referenzbedingungen. |
| DIN EN 61709 | Beschäftigt sich nicht zentral mit der Einheit FIT, enthält jedoch im Anhang B.4.1 einen Hinweis darauf. Im Wesentlichen werden Berechnungsmodelle für Ausfallraten bei Abweichungen von Referenzbedingungen beschrieben.          |
| ISO 26262    | Definiert zulässige FIT-Raten zur Erreichung eines bestimmten ASIL (automotive safety integrity level). |